# Хуан Валдивијесо
Хуан Умберто Валдивијесо Падиља (Лима, 6. мај 1910 — Лима, 2. мај 2007) био је перуански фудбалски голман и тренер.

## Играчка каријера

### Клуб
Током каријере играо је за Алианцу из Лиме.

### Репрезентација
Уписао је 10 наступа за фудбалску репрезентацију Перуа, учествујући на ФИФА-ином светском првенству 1930. и летњим олимпијским играма 1936. године.

## Тренерска каријера
Након пензионисања као играч, Валдивијесо је наставио да тренира бројне клубове у Перуу као и да буде селектор репрезентације Перуа.

## Занимљивости
Његов најмлађи син, Луис Валдивијесо Монтано, тренутни је министар економије и финансија Перуа. Његов унук Хуан Пабло Валдивијесо представљао је Перу у пливању током Летњих олимпијских игара 2000. и 2004. године.
Умро је 2007. у 96. години.